# Măgura, Hunedoara
Măgura este un sat în comuna Mărtinești din județul Hunedoara, Transilvania, România.

## Imagini

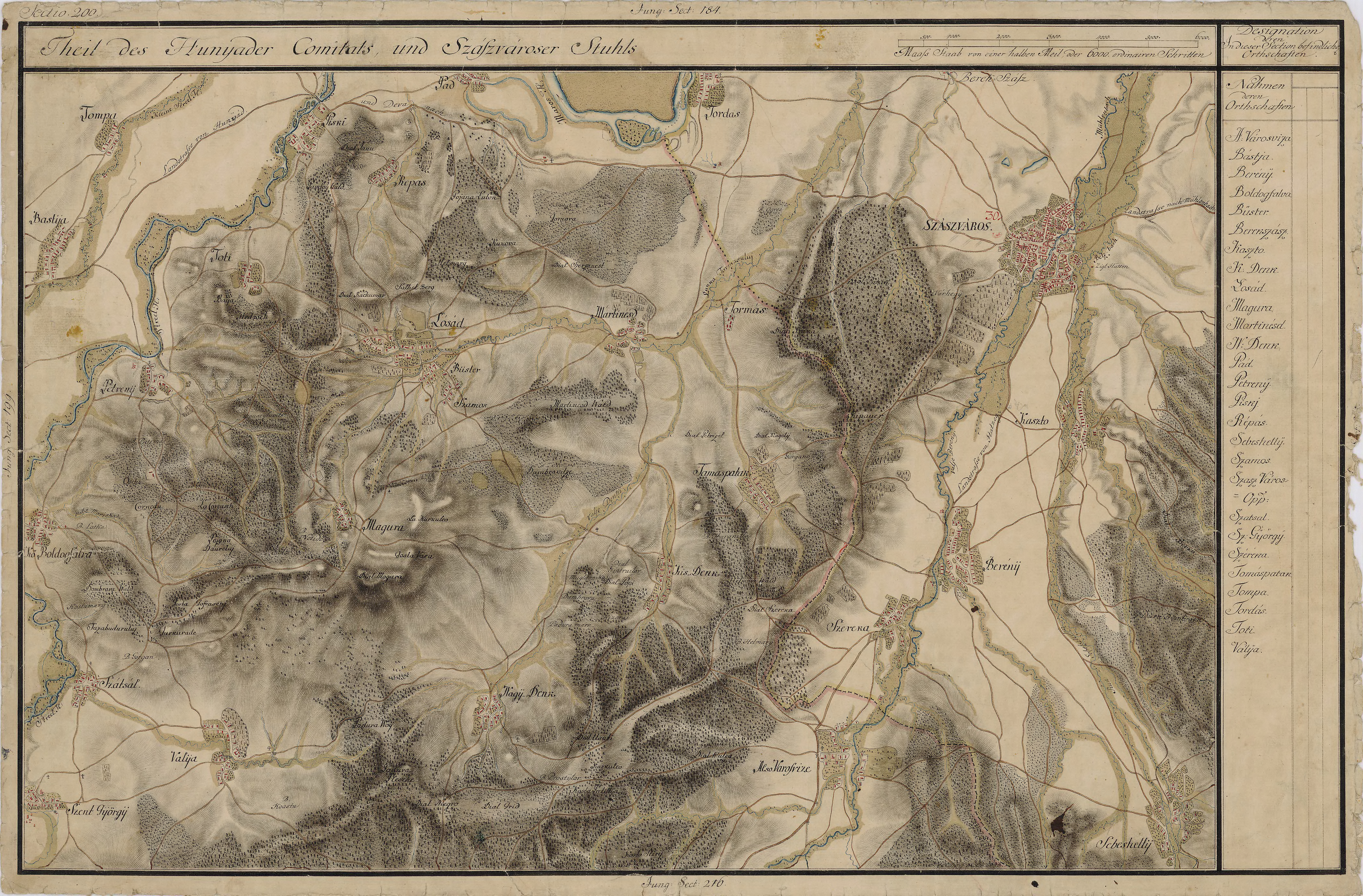
Măgura în Harta Iosefină a Transilvaniei, 1769-1773